# Synesarga
Synesarga é um gênero de traça pertencente à família Lecithoceridae.

## Espécies
- Synesarga caradjai
- Synesarga pseudocathara